# Чадир
Чадир (рум. Ceadîr) — село в Леовському районі Молдови. Утворює окрему комуну.